# Caladenia paludosa
Caladenia paludosa là một loài lan. Loài này sinh sống tại vùng Tây Nam tiểu bang Tây Úc.

## Hình ảnh

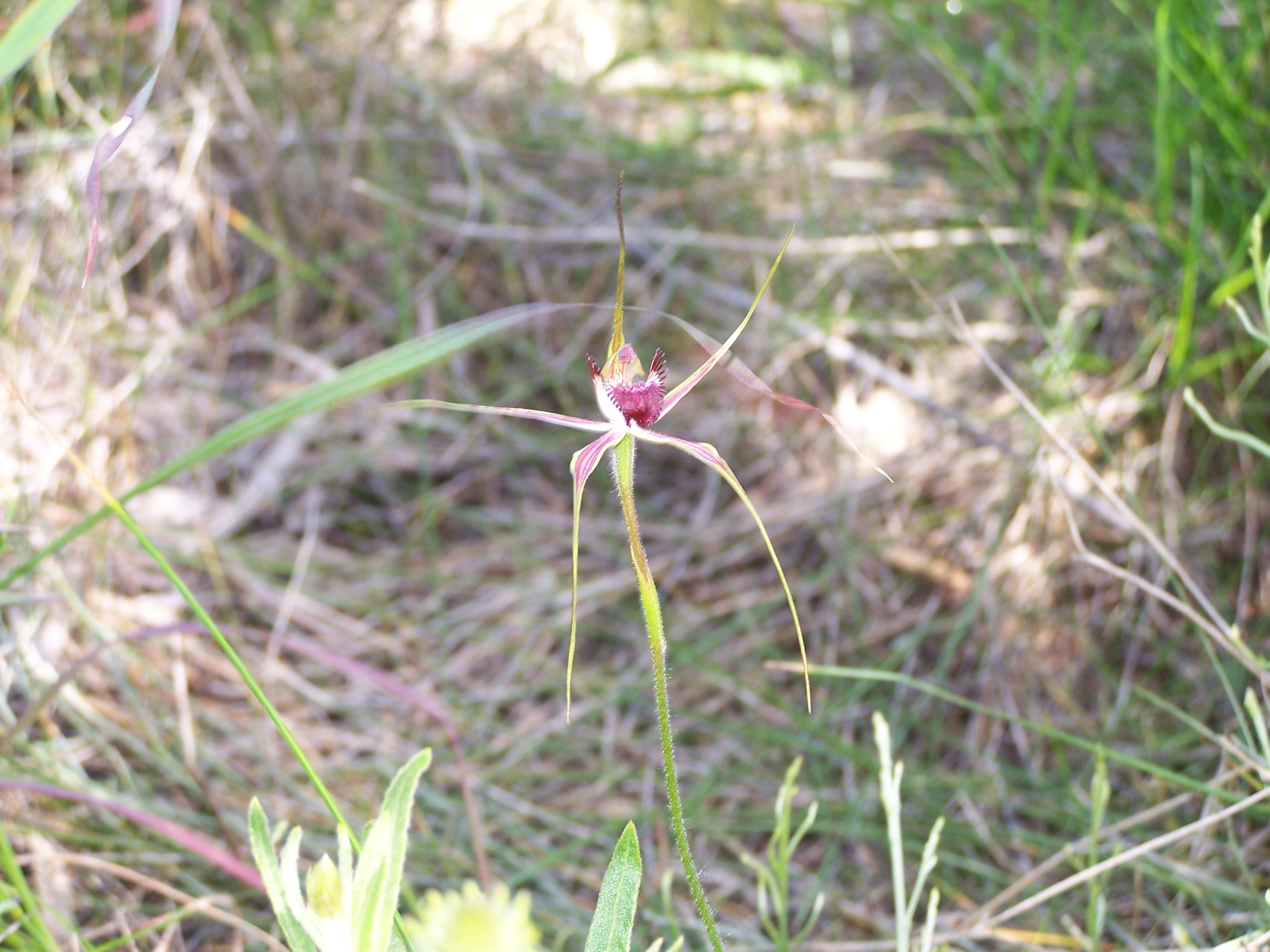